# Battlefield (Shropshire)
Battlefield – wieś w Anglii, w hrabstwie Shropshire. Leży 5 km na północny wschód od miasta Shrewsbury i 225 km na północny zachód od Londynu.